# Гиень

Границы Гиени по договору в Бретиньи (1360).

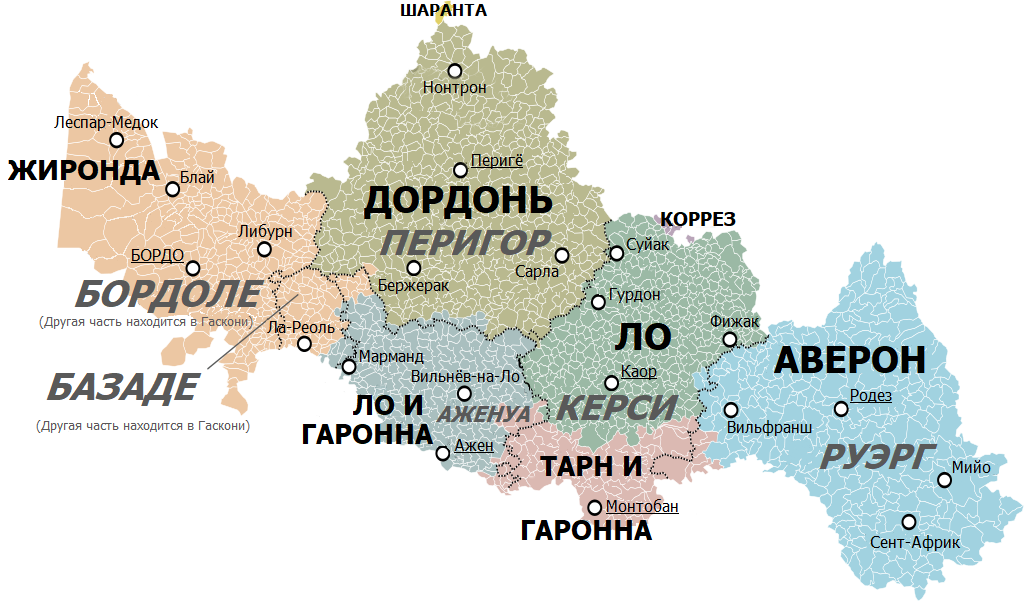
Гиень

Гие́нь (фр. Guyenne [gɥiˈjɛn], окс. Guiana [giˈanɔ], [ˈgjanɔ]) — обширная территория на юго-западе Франции, которая уступает по размерам Аквитании, но шире, чем Гасконь. Название родилось в результате искажения топонима «Аквитания» и впервые зафиксировано в Парижском договоре 1229 года между Людовиком Святым и Раймундом VII Тулузским.
Будучи осколком владений Плантагенетов, Гиень являлась владением английской короны во Франции до 1453 года — когда после завершившего Столетнюю войну Кастийонского сражения она вновь перешла к короне французской. В 1469—1472 годах управлялась как удельное герцогство Карлом Валуа. В 1561 году выделена в губернаторство со столицей в Бордо, которое на тот момент было самым протяжённым во Франции.
В 1790 году исторические области Гиени — Борделе (фр.), Базаде (фр.), Лимузен, Перигор, Керси, Руэрг, Аженуа, Сентонж и Ангумуа — были разделены на департаменты Жиронда, Дордонь, Ло и Гаронна, Ло, Аверон, к которым при Наполеоне добавился ещё один — Тарн и Гаронна.